# Lista de cidades da Argentina por população
Esta é uma lista de cidades da Argentina classificadas por população. Ela ordena as cidades da Argentina com base na população datada em 2010, embora algumas cidades tenham dados de sua população em 2001. A população de cada cidade, exceto Buenos Aires, inclui sua conurbação. A Grande Buenos Aires tem uma população de 12.801.365 habitantes.

## Lista

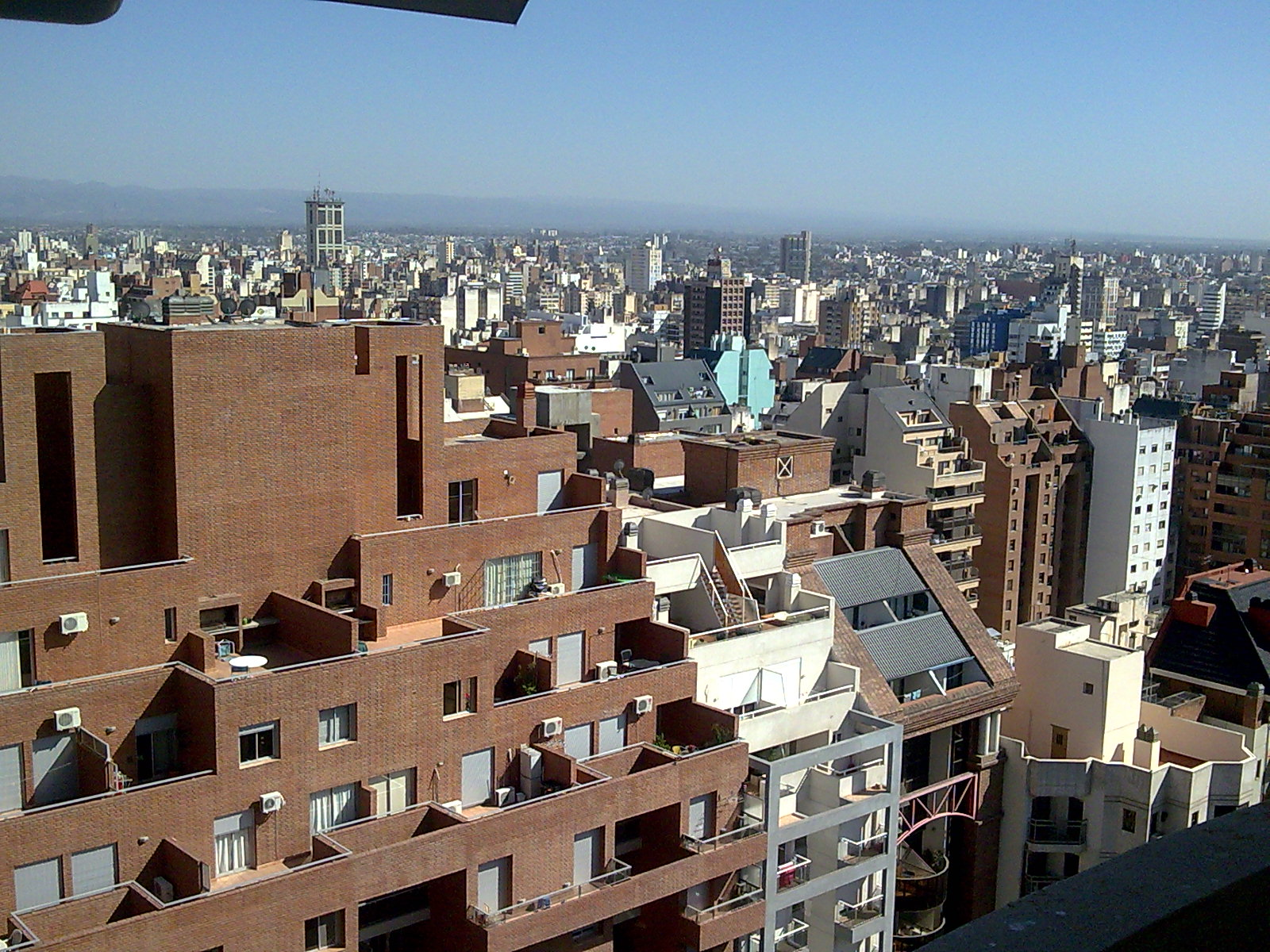
Córdova, 2ª maior cidade da Argentina

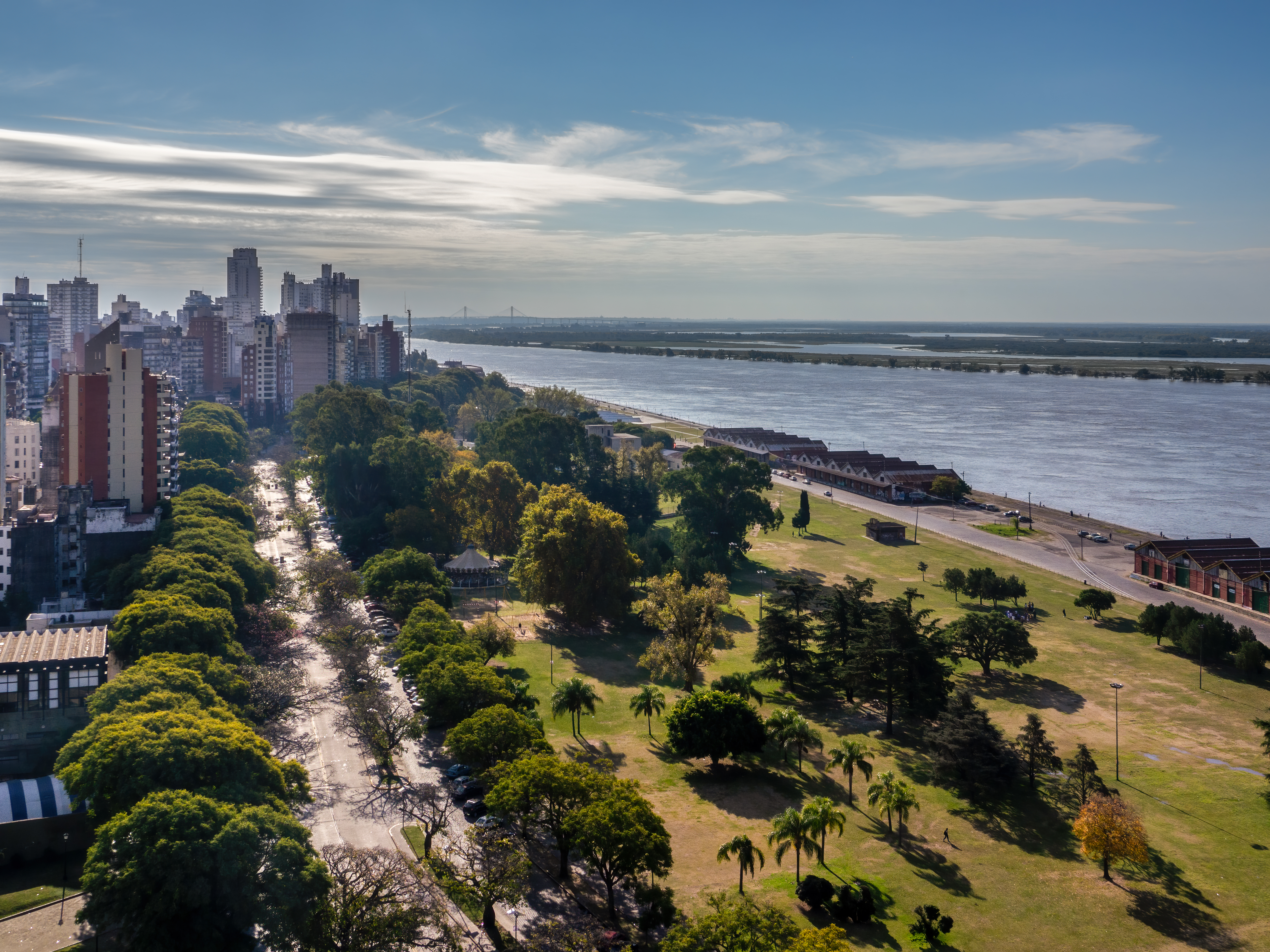
Rosário, 3ª maior cidade da Argentina

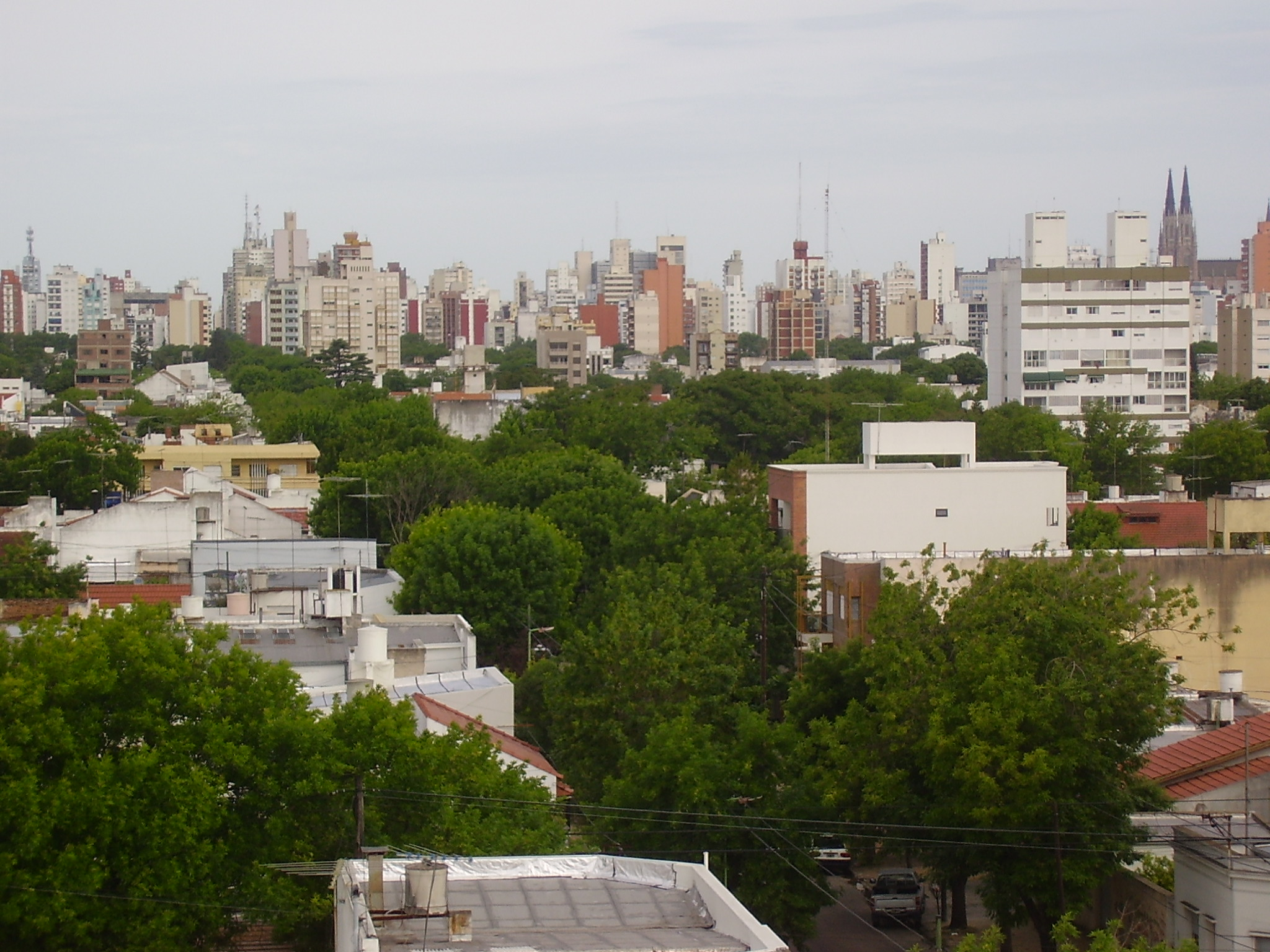
La Plata, 4ª maior cidade da Argentina

Em negrito estão as cidades que são capitais de suas províncias.

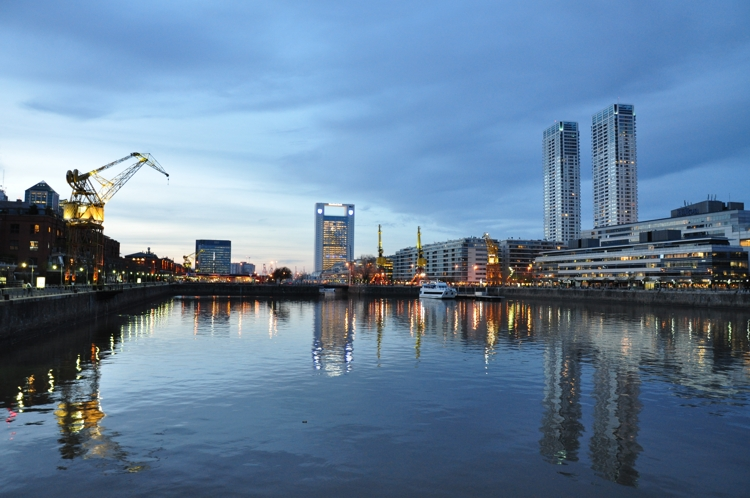
Buenos Aires, capital e maior cidade da Argentina.

| Pos. | Cidade                              | Província           | População    | População    |
| Pos. | Cidade                              | Província           | Censo (2010) | Censo (2001) |
| ---- | ----------------------------------- | ------------------- | ------------ | ------------ |
| 1    | Buenos Aires                        | independente        | 2,936,877    | 2,890,150    |
| 2    | Córdoba                             | Córdoba             | 1,317,298    | 1,308,072    |
| 3    | Rosario                             | Santa Fé            | 1,193,605    | 1,159,000    |
| 4    | La Plata                            | Buenos Aires        | 643,133      | 763,943      |
| 5    | Mar del Plata                       | Buenos Aires        | 593,337      | 541,000      |
| 6    | San Miguel de Tucumán               | Tucumán             | 548,866      |              |
| 7    | Salta                               | Salta               | 520,683      |              |
| 8    | Santa Fé                            | Santa Fé            | 391,164      |              |
| 9    | Vicente López                       | Buenos Aires        | 360,078      |              |
| 10   | Corrientes                          | Corrientes          | 346,334      |              |
| 11   | Pilar                               | Buenos Aires        | 296,826      |              |
| 12   | Bahía Blanca                        | Buenos Aires        | 291,327      |              |
| 13   | Resistência                         | Chaco               | 290,723      |              |
| 14   | Posadas                             | Misiones            | 275,028      |              |
| 15   | San Salvador de Jujuy               | Jujuy               | 257,970      |              |
| 16   | Santiago del Estero                 | Santiago del Estero | 252,192      |              |
| 17   | Paraná                              | Entre Ríos          | 247,139      |              |
| 18   | Merlo                               | Buenos Aires        |              | 244,168      |
| 19   | Neuquén                             | Neuquén             | 231,198      |              |
| 20   | Quilmes                             | Buenos Aires        |              | 230,810      |
| 21   | Banfield                            | Buenos Aires        |              | 223,898      |
| 22   | Formosa                             | Formosa             | 222,226      |              |
| 23   | José C. Paz                         | Buenos Aires        |              | 216,637      |
| 24   | Lanús                               | Buenos Aires        | 212,152      |              |
| 25   | Godoy Cruz                          | Mendoza             | 191,299      |              |
| 26   | Las Heras                           | Mendoza             | 189,067      |              |
| 27   | La Rioja                            | La Rioja            | 178,872      | 146,418      |
| 28   | Gregorio de Laferrère               | Buenos Aires        |              | 175,670      |
| 29   | Comodoro Rivadavia                  | Chubut              | 175,196      | 135,813      |
| 30   | San Luis                            | San Luis            | 169,947      |              |
| 31   | Ituzaingó                           | Buenos Aires        | 168,419      | 104,712      |
| 32   | Berazategui                         | Buenos Aires        |              | 167,498      |
| 33   | González Catán                      | Buenos Aires        |              | 163,815      |
| 34   | Ezeiza                              | Buenos Aires        | 160,219      |              |
| 35   | San Fernando del Valle de Catamarca | Catamarca           | 159,139      | 140,741      |
| 36   | San Miguel                          | Buenos Aires        |              | 157,532      |
| 37   | Río Cuarto                          | Córdoba             | 157,010      | 144,140      |
| 38   | Concordia                           | Entre Ríos          | 149,450      | 147,046      |
| 39   | Moreno                              | Buenos Aires        |              | 148,290      |
| 40   | San Fernando                        | Buenos Aires        |              | 145,165      |
| 41   | Isidro Casanova                     | Buenos Aires        |              | 136,091      |
| 42   | San Nicolás de los Arroyos          | Buenos Aires        | 133,602      | 125,408      |
| 43   | Florencio Varela                    | Buenos Aires        |              | 120,678      |
| 44   | San Rafael                          | Mendoza             | 118,009      | 104,782      |
| 45   | Tandil                              | Buenos Aires        | 116,916      | 101,010      |
| 46   | Mendoza                             | Mendoza             | 114,893      | 110,993      |
| 47   | Avellaneda                          | Buenos Aires        |              | 112,980      |
| 48   | Lomas de Zamora                     | Buenos Aires        |              | 111,897      |
| 49   | Temperley                           | Buenos Aires        |              | 111,660      |
| 50   | Villa Mercedes                      | San Luis            | 111,391      | 97,000       |
| 51   | Olavarría                           | Buenos Aires        | 111,320      | 83,738       |
| 52   | Monte Grande                        | Buenos Aires        |              | 110,241      |
| 53   | Bernal                              | Buenos Aires        |              | 109,914      |
| 54   | San Carlos de Bariloche             | Río Negro           | 109,305      | 90,000       |
| 55   | San Juan                            | San Juan            | 109,123      | 112,778      |
| 56   | Villa Krause                        | San Juan            |              | 107,778      |
| 57   | Maipú                               | Mendoza             | 106,662      | 89,433       |
| 58   | La Banda                            | Santiago del Estero | 106,441      | 95,142       |
| 59   | San Justo                           | Buenos Aires        |              | 105,274      |
| 60   | Pergamino                           | Buenos Aires        | 104,985      | 85,487       |
| 61   | Castelar                            | Buenos Aires        |              | 104,019      |
| 62   | Rafael Castillo                     | Buenos Aires        |              | 103,992      |
| 63   | Santa Rosa                          | La Pampa            | 102,880      | 101,987      |
| 64   | Libertad                            | Buenos Aires        |              | 100,476      |